# Zofia Rydet
Zofia Rydet (ur. 5 maja 1911 w Stanisławowie, zm. 24 sierpnia 1997 w Gliwicach) – polska artystka fotograf. Uhonorowana wieloma prestiżowymi nagrodami (m.in. tytułami Artiste FIAP w 1969 oraz Excellence FIAP w 1976 roku).

## Życiorys
Urodziła się 5 maja 1911 roku w Stanisławowie na Kresach Wschodnich, jako córka Józefy z d. Nowotny i Ferdynanda Rydetów. W 1929 ukończyła Gimnazjum Urszulanek, z kolei w 1933 roku została absolwentką Głównej Szkoły Gospodarczej w Snopkowie pod Lwowem. Potem pracowała w biurze Orbisu w Stanisławowie. Tam zastała ją wojna i kolejne okupacje: sowiecka, węgierska oraz niemiecka. Po wojnie i krótkim pobycie w Rabce (z którą silnie związana była do końca życia) osiedliła się w Bytomiu i prowadziła tam sklep papierniczo-zabawkarski.
Pierwsze próby fotograficzne, podejmowane jeszcze przed wojną, wykonywała pod wpływem starszego brata Tadeusza – autora pogłębionych psychologicznie portretów górali huculskich. W wieku 40 lat odżyła w niej młodzieńcza fascynacja fotografią. W 1954 roku, zachęcona sukcesami w lokalnych konkursach fotograficznych, wstąpiła do  Gliwickiego Towarzystwa Fotograficznego, gdzie rozwijała umiejętności i ważne przyjaźnie z innymi fotografami. W 1961 roku, już jako członkini ZPAF, przeprowadziła się z Bytomia do Gliwic, gdzie od 1963 roku uczyła fotografii na Politechnice Śląskiej. Równocześnie rozsyłała swoje zdjęcia na międzynarodowe przeglądy fotografii w Polsce i na całym świecie, zdobywając medale, wyróżnienia i międzynarodowe tytuły AFIAP i EFIAP. Dużo podróżowała, w latach 60. odwiedziła m.in. Jugosławię, Włochy, Egipt, Grecję, Liban, Albanię, Hiszpanię i Węgry. Wykonywała zdjęcia reporterskie, przedstawiające dzieci, do swojego pierwszego ważnego cyklu fotograficznego pt. Mały człowiek, pokazywanego na szeregu wystaw indywidualnych, a w 1964 roku wydanego w formie albumu. Również jej kolejne przedsięwzięcia fotograficzne poświęcone były człowiekowi: Czas przemijania - związany ze starością i powstający od końca lat 60. cykl surrealistycznych fotomontaży i kolaży pt. Świat uczuć i wyobraźni (wydany w formie książki w 1979 r.) prezentowany też w formie pokazów slajdów (diaporamy) z podkładem muzycznym. Konsekwencją fascynacji człowiekiem i celem licznych podróży po Polsce był powstający od 1978 roku monumentalny Zapis Socjologiczny. Chciała przy pomocy fotografii stworzyć obraz społeczeństwa, przede wszystkim wiejskiego. Zjednywała sobie fotografowanych ludzi do tego stopnia, że pozwalali jej wejść do swych domostw, fotografować się we wnętrzach, w których żyją na co dzień. Jej cykl Zapis socjologiczny przedstawiał fotografie mieszkańców zawsze w tym samym układzie, który stał się kanonem: portretowane postaci z rękoma na kolanach siedziały frontalnie na tle głównej, najciekawszej ściany domu, scenę uchwycono obiektywem szerokokątnym. Pierwszy raz serię tę wystawiono w Gorzowie Wielkopolskim w 1979 roku. Z codzienności wydobywała dostojeństwo, bohater prac – zwykły człowiek urastał do rangi centralnej postaci, kreatora własnego świata. Z wyimków „Zapisu socjologicznego” powstały cykle: „Obecność”, obrazujący obecność Papieża Jana Pawła II w domach Polaków oraz „Zwykły Człowiek”, cykl portretów prostych, zwykłych ludzi opatrzonych doklejonymi, ozdobnymi ramami. Takie przedstawienie miało nawiązywać do wizerunków świętych. Pod koniec lat 70. Zofia Rydet zaprezentowała jeszcze konceptualny cykl Nieskończoność dalekich dróg. Ostatnią ważną serią wykonaną w technice fotokolażu była realizowana na przełomie lat 80. i 90. „Suita śląska” zawierająca autocytaty z wcześniejszych fotografii.
Zofia Rydet zmarła 24 sierpnia 1997 roku w Gliwicach. Pochowana została na cmentarzu parafialnym przy ul. Orkana w Rabce. W kręgu bliskich jej osób były najważniejsze postacie polskiego środowiska fotograficznego, artyści i teoretycy, m.in.: Anna Beata Bohdziewicz, Leszek Brogowski, Adam Bujak, Jerzy Busza, Urszula Czartoryska, Jerzy Garztecki, Jerzy Lewczyński, Krystyna Łyczywek, Józef Robakowski, Andrzej Różycki, Adam Sobota, Stefan Wojnecki. Za swą mistrzynię w twórczości uważa ją fotografik Wojciech Prażmowski. W 1990 ukazał się film Andrzeja Różyckiego Nieskończoność dalekich dróg. Podsłuchana i podpatrzona Zofia Rydet. A.D.1989 poświęcony Zofii Rydet. W 2011 roku powstała Fundacja im. Zofii Rydet, która prowadzi działania archiwizacyjne i badawcze nad archiwum fotograficznym artystki, przekazanym Fundacji przez rodzinę. Organizuje również wystawy, publikacje i konferencje naukowe. Jej celem jest merytoryczne opracowanie całości zbioru, z naciskiem na świeże spojrzenie i współczesne ujęcie twórczości Rydet. Od początku istnienia jej działania wspiera finansowo Ministerstwo Kultury i Dziedzictwa Narodowego. Głównymi celami statutowymi Fundacji są: rozpowszechnianie twórczości Rydet w kraju i za granicą, wsparcie dla działań naukowych i artystycznych, współuczestnictwo w podnoszeniu prestiżu polskiej fotografii na rynkach światowych.

## Wybrane wystawy
- 1961 – Mały człowiek, Gliwice, Galeria Gliwickiego Towarzystwa Fotograficznego
- 1964 – Czas przemijania, Warszawa, Galeria „Zachęta”
- 1988 – Zapis socjologiczny, Douchy les Mines, Francja
- 1995 – Zofia Rydet. Fotografie. Śląskie wspomnienia. Gliwice, Muzeum w Gliwicach w ramach Festiwalu ARS CAMERALIS
- 1999 – Zofia Rydet. Fotografie, Muzeum Sztuki w Łodzi
- 1999 – Zofia Rydet. Czas przemijania, Galeria FF w Łodzi
- 2000 – Zofia Rydet. Fotografie, Muzeum Narodowe we Wrocławiu
- 2008 – Zapis socjologiczny 1978-1990, Krakowski Miesiąc Fotografii, Galeria Starmach, Kraków
- 2008 – Dokumentaliski – polskie fotografki XX w. wystawa zbiorowa, Zachęta Narodowa Galeria Sztuki, Warszawa
- 2011 – Łuk realizmu. Zofia Rydet 1911-1997 – w stulecie urodzin, w ramach Fotofestiwalu w Łodzi, Muzeum Kinematografii, Łódź
- 2012 – Zapis Socjologiczny, Czytelnia Sztuki w Gliwicach
- 2012 – Dopełnienie konieczne, Muzeum Śląskie
- 2015 – Zofia Rydet. Zapis socjologiczny (1978-1990), Gdańska Galeria Fotografii Muzeum Narodowego w Gdańsku
- 2015/2016 – Zofia Rydet. Zapis 1978-1990, Muzeum Sztuki Nowoczesnej w Warszawie
- 2016 – Zapis socjologiczny, Muzeum Śląska Opolskiego, w ramach Opolskiego Festiwalu Fotografii OFF 2016, w Opolu
- 2016 – Zapis socjologiczny, Oddział Fotograficzny Muzeum Regionalnego w Mielcu - Jadernówka
- 2016/2017 – Zofia Rydet. Répertoire 1978 – 1990, Galeria Jeu de Paume – Chateau de Tours, Francja
- 2017 – Zapis socjologiczny 1978 – 1990. Wyimki: Śląsk i Podhale, Muzeum Miejskie w Tychach
- 2017 – Zofia Rydet – fotografie, Galeria Miejsce Sztuki44, Świnoujście
- 2017 – Zofia Rydet. Fotografia, Muzeum Narodowe w Szczecinie
- 2017 – Zofia Rydet – Dokumentacje – Architektura 1963 – 1974, Galeria X, Politechnika Śląska, Gliwice
- 2018 – Zapis socjologiczny 1978-1990, Centrum Kultury i Sportu w Krzeszowicach
- 2018 – Niepokorność dalekich dróg, BWA w Olsztynie
- 2018 – Malowane domy. Władysław Hasior i Zofia Rydet, BWA w Tarnowie
- 2019 – Zofia Rydet. Zapis socjologiczny, w ramach Rzeszowskiego Weekendu Fotografii „Patrz! Szeroko”
- 2021 – Świat uczuć i wyobraźni Zofii Rydet na Gwangju Biennale w Korei Południowej
- 2021 – Jerzy Lewczyński. Zofia Rydet. Retoryka Pustki, Galeria Miasta Ogrodów w Katowicach
- 2021 – Zofia Rydet. Idę dobrą drogą, Miejskim Biurze Wystaw Artystycznych w Lesznie
- 2022 – Zofia Rydet. Mały człowiek, Galeria Sztuk Wizualnych Vauxhall w Krzeszowicach

## Wybrane wydawnictwa
- Zofia Rydet. Mały człowiek, Wydawnictwo „Arkady”, 1965
- Świat wyobraźni Zofii Rydet, Krakowska Agencja Wydawnicza, Warszawa 1979
- Obecność, Zofia Rydet, Józefa Hennelowa, Wydawnictwo Calvarianum, 1988
- Zofia Rydet (1911-1997). Fotografie, Muzeum sztuki w Łodzi, 1999
- Zofia Rydet. Zapis, opr. Wojciech Nowicki, Witold Siemaszkiewicz, Wydawnictwo Muzeum w Gliwicach

## Przypisy

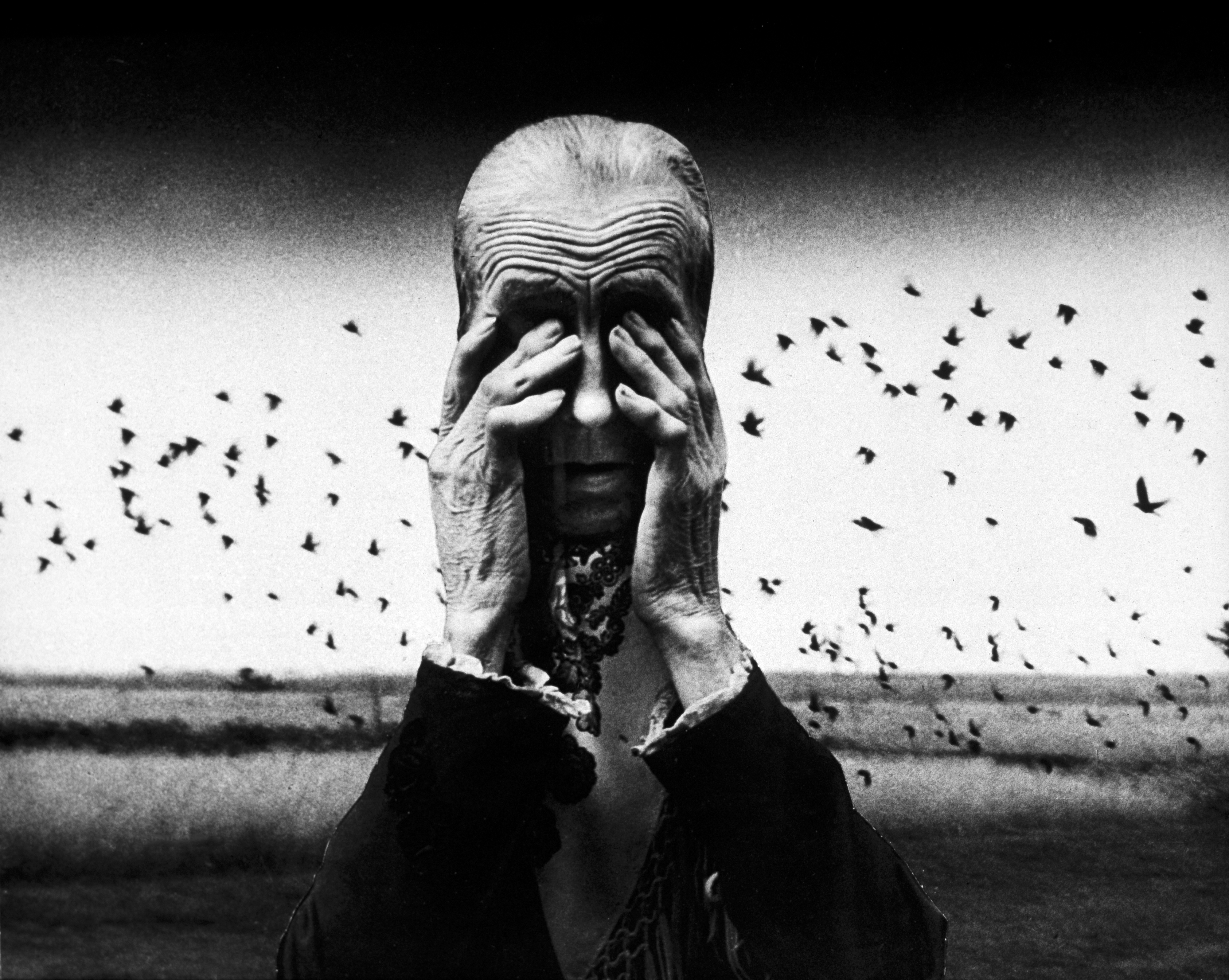
Z. Rydet, "Zagłada", z cyklu "Świat uczuć i wyobraźni" (1975–1979)